# و مرگ هیچ سلطه‌ای نخواهد داشت

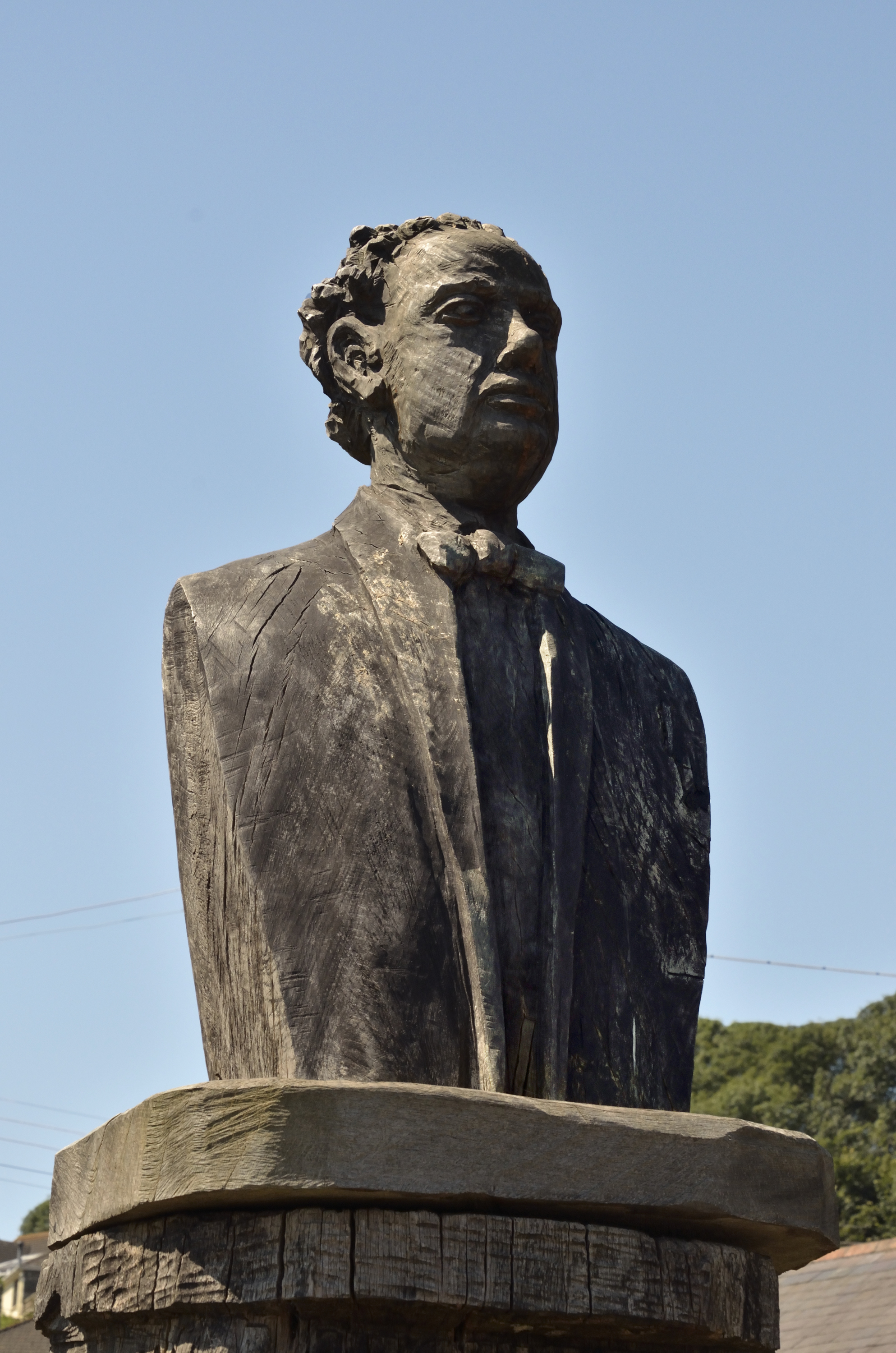
تندیس تراش‌کاری شده از دیلن توماس، شاعر ولزی در انگلیس

«و مرگ هیچ سلطه‌ای نخواهد داشت» شعری است که توسط شاعر ولزی، دیلن توماس (۱۹۱۴–۱۹۵۳) سروده شده است. عنوان شعر از رساله سنت پل به رومیان (6:9) گرفته شده است: «مسیح پس از برخاستن از مردگان دیگر نمی‌میرد؛ مرگ بر او سلطه‌ای ندارد.» این شعر، مرگ را به عنوان تضمینی برای جاودانگی به تصویر می‌کشد،  و از تصویرسازی‌های کتاب «عبادت‌ها در مواقع ضروری» اثر جان دان الهام گرفته است.

## شعر
| و مرگ هیچ سلطه‌ای نخواهد داشتمردگان برهنه یکی خواهند شدبا مردی در باد و ماه غربی؛وقتی استخوان‌هایشان پاک شود و استخوان‌های پاک ناپدید گردد،ستارگان در آرنج و قدم‌هایشان خواهند بود؛اگر دیوانه شوند، عاقل خواهند بود،اگر در دریا فرو روند، دوباره برخواهند خاست؛اگر عاشقان گم شوند، عشق گم نخواهد شد؛و مرگ هیچ سلطه‌ای نخواهد داشت***و مرگ هیچ سلطه‌ای نخواهد داشتزیر پیچ و تاب‌های دریاپیچیده بر چرخ‌های عذاب، وقتی تاندون‌ها می‌گسلد،به چرخ بسته، اما نخواهند شکست؛ایمان در دست‌هایشان دو نیم خواهد شد،و شیاطین تک‌شاخ آنان را خواهند درید؛هرچند پاره شوند، فرو نخواهند پاشید؛و مرگ هیچ سلطه‌ای نخواهد داشت***و مرگ هیچ سلطه‌ای نخواهد داشتمرغان دریایی دیگر در گوش‌هایشان نخواهند گریست،یا موج‌ها بلند بر سواحل نخواهند شکست؛جایی که گلی شکوفا می‌شد، دیگر گلیسر از باران بر نخواهد داشت؛اگر دیوانه و مرده همچون میخ‌ها باشند،سرهای شخصیت‌ها از میان گل‌ها بیرون خواهند زد؛در آفتاب خواهند شکست تا خورشید در هم بشکند،و مرگ هیچ سلطه‌ای نخواهد داشت |  | And death shall have no dominion. Dead men naked they shall be one With the man in the wind and the west moon; When their bones are picked clean and the clean bones gone, They shall have stars at elbow and foot; Though they go mad they shall be sane, Though they sink through the sea they shall rise again; Though lovers be lost love shall not; And death shall have no dominion. Under the windings of the sea They lying long shall not die windily; Twisting on racks when sinews give way, Strapped to a wheel, yet they shall not break; Faith in their hands shall snap in two, And the unicorn evils run them through; Split all ends up they shan't crack; And death shall have no dominion. No more may gulls cry at their ears Or waves break loud on the seashores; Where blew a flower may a flower no more Lift its head to the blows of the rain; Though they be mad and dead as nails, Heads of the characters hammer through daisies; Break in the sun till the sun breaks down, And death shall have no dominion. |

## تاریخچه انتشار
اوایل سال ۱۹۳۳، توماس با برت تریک، خواربارفروشی که در منطقه آپلندز سوانسی کار می‌کرد، آشنا شد. تریک شاعری آماتور بود که چند شعرش در روزنامه‌های محلی منتشر شده بود. بهار ۱۹۳۳، تریک پیشنهاد کرد هر دو شعری با موضوع «جاودانگی» بنویسند. شعر تریک، که سال بعد در روزنامه‌ای منتشر شد، این ترجیع‌بند را داشت: «زیرا مرگ پایان نیست.» توماس در سال ۱۹۳۳ در دفترچه‌ای با عنوان «آوریل»، شعر «و مرگ فرمانروایی نخواهد داشت» را نوشت. تریک او را متقاعد کرد ناشری پیدا کند و در مه همان سال، شعر در هفته‌نامه نیو انگلیش منتشر شد.
در ۱۰ سپتامبر ۱۹۳۶، دو سال پس از انتشار اولین جلد شعرش ( ۱۸ شعر )، «بیست و پنج شعر» منتشر شد. این نوشته، باورهای شخصی توماس در مورد دین و نیروهای طبیعت را آشکار می‌کرد و شامل جمله‌ی «و مرگ هیچ سلطه‌ای نخواهد داشت» نیز می‌شد.

## ارجاعات فرهنگی
این شعر توسط پاول کلی در آلبوم Nature (2018) به صورت موسیقی تنظیم شده است. عنوان رمان‌های « آنها ستاره خواهند داشت» (۱۹۵۶) نوشته جیمز بلیش و «بدون سلطه» (۲۰۰۶) نوشته چارلی هیوستون هر دو از این شعر گرفته شده‌اند. میتو سانیال این شعر را به تفصیل در رمان خود «هویت» (۲۰۲۲) نقل می‌کند. دیسک دوم آلبوم « موسیقی ویرایش‌شده برای فیلم » (۲۰۰۵) از انتشارات UNKLE Sounds، شامل بیت اول شعر است که روی نسخه ویرایش‌شده‌ی UNKLE Sounds از آهنگ Next Life/Is That What Everybody Wants پخش می‌شود.

## کتابشناسی
- Ferris, Paul (1989). Dylan Thomas, A Biography. New York: Paragon House. ISBN 1-55778-215-6.